# AMC-9
O AMC-9 (anteriormente conhecido por GE-12) foi um satélite de comunicação geoestacionário construído pela Alcatel Space que esteve localizado na posição orbital de 83 graus de longitude oeste e era operado pela SES. O satélite foi baseado na plataforma Spacebus-3000B3 e sua expectativa de vida útil era de 15 anos.

## História
O AMC-9 da antiga SES Americom (ordenado como GE-12 pela GE Americom) foi construído com base na altamente confiável plataforma Spacebus-3000B3 da Alcatel, mais de 30 satélites com base nesta plataforma estão em serviço.
O AMC-9 possui vinte e quatro transponders em banda C de 36 MHz e a mesma quantidade de transponders em banda Ku também de 36 MHz, para fornecer serviço para os Estados Unidos, México e Caribe a partir da localização orbital de 83 graus de longitude oeste.

## Lançamento
O satélite foi lançado com sucesso ao espaço no dia 6 de junho de 2003, às 22:15 UTC, por meio de um veículo Proton-K/Briz-M, que foi lançado a partir do Cosmódromo de Baikonur, no Cazaquistão. Ele tinha uma massa de lançamento de 4.100 kg.

## Capacidade e cobertura
O AMC-9 era equipado com 24 transponders em banda C e 24 em banda Ku para fornecer programas de televisão, agências governamentais e redes corporativas para o território continental dos Estados Unidos e México.